# Serra das Almas (Bahia)
A Serra das Almas é um conjunto de montanhas localizada entre os municípios de Rio de Contas (na Chapada Diamantina) e Livramento de Nossa Senhora, ambos situados no sudoeste do estado brasileiro da Bahia. Seu ponto mais alto é o Pico das Almas, com 1.958 metros. O local é um importante campo de estudo para profissionais interessados em produzir artigos sobre botânica e de pesquisa sobre orquídeas.
É fato que a Serra das Almas tem importância turística e de biodiversidade única. Com base nesse valor foi criada, através da Portaria 72, de 30 de junho de 2014, a Reserva Particular do Patrimônio Natural da Serra das Almas, uma área de proteção da categoria reserva particular do patrimônio natural (RPPN), com 263,56 hectares.

## Vegetação
Sua vegetação é o campo rupestre, ocorrente em altitudes acima dos 900 metros.
A serra é referência florística, devido à ocorrência de espécies endêmicas de orquídeas, além de espécies de plantas carnívoras.

## Pico das Almas
O Pico das Almas é o marco divisor para os municípios de Livramento de Nossa Senhora e Rio de Contas. Com 1.958 metros, é o 3° ponto mais elevado da Região Nordeste do Brasil, ao lado do Pico do Itobira e do Pico do Barbado, estes com 1.970 e 2.033 metros respectivamente. Esses três cumes são famosos por terem proporcionado no passado uma corrida pelo ouro e pedras preciosas, na região da Chapada Diamantina. Atualmente suas trilhas atraem turistas de diversos lugares, durante todo o ano.